# White winter song
「White winter song」（ホワイト・ウィンター・ソング）は、2002年12月11日にリリースされたCHARCOAL FILTERの10枚目のシングル。music video監督 山根真樹

## 概要
- シングルでは初めての冬の曲。オリコン初登場19位となり、「Brand-New Myself 〜僕にできること」に次ぐヒット作となった。
- カップリング「卒業 〜贈ることバージョン〜」は、「卒業」のリアレンジバージョン。原曲がバンド編成でのアレンジなのに対し、こちらはピアノとストリングスでアレンジされている。
- 収録曲全てがオリジナルアルバム未収録曲。

## 収録曲
1. White winter song
2. WOW WOW パラダイス
3. 卒業 〜贈ることバージョン〜

### クレジット
- 作詞：大塚雄三（全曲）
- 作曲：安井佑輝（#1, 3）　小名川高弘（#2, 3）
- 編曲：亀田誠治 & CHARCOAL FILTER（全曲）

## 収録アルバム
- C☆BEST+ Flying Hi-High (#1, #2)
- The Best History of CHARCOAL FILTER (#3)